# Mountain Ranch (Kalifornija)
Mountain Ranch je naseljeno područje za statističke svrhe u američkoj saveznoj državi Kalifornija. Prema popisu stanovništva iz 2010. u njemu je živjelo 1.628 stanovnika.